# Flawiwirus
Flawiwirus jest rodzajem wirusów z rodziny Flaviviridae. Rodzaj ten obejmuje wirus Zachodniego Nilu, wirus dengi, wirus kleszczowego zapalenia mózgu, wirus żółtej gorączki, wirus Zika i kilka innych wirusów, które mogą prowadzić do zapalenia mózgu. Nazwa pochodzi od wirusa żółtej gorączki, który jest gatunkiem typowym dla rodzaju; słowo flavus oznacza żółty po łacinie.
Flawiwirusy posiadają rozmiary 40-60 nanometrów, symetrię ikozaedralną nukleokapsydu, otoczkę oraz pojedynczą nić RNA o dodatniej polarności.